# Norra kyrkogården, Norrköping

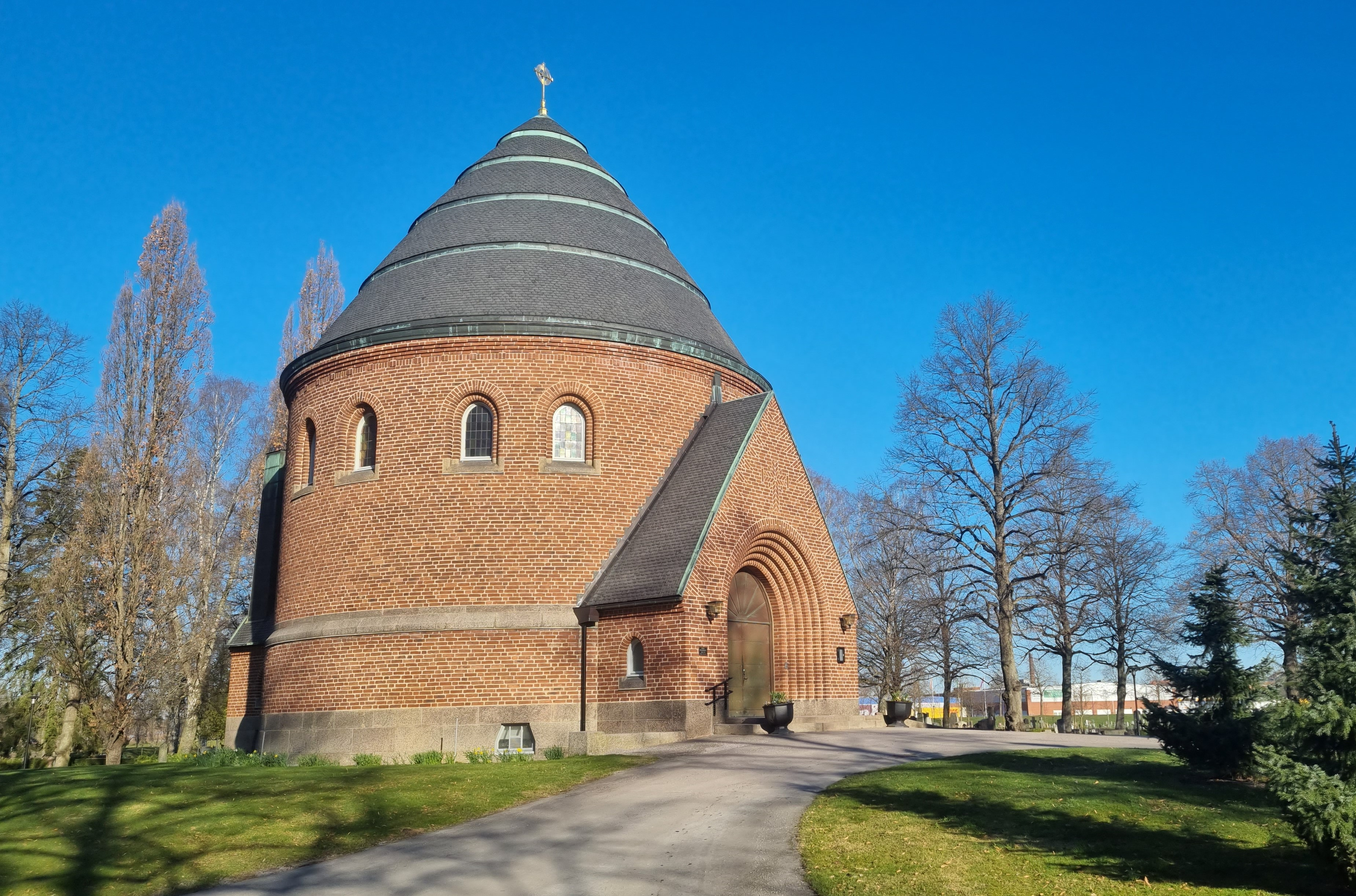
Norra kapellet ritades av Torben Grut och uppfördes 1913.

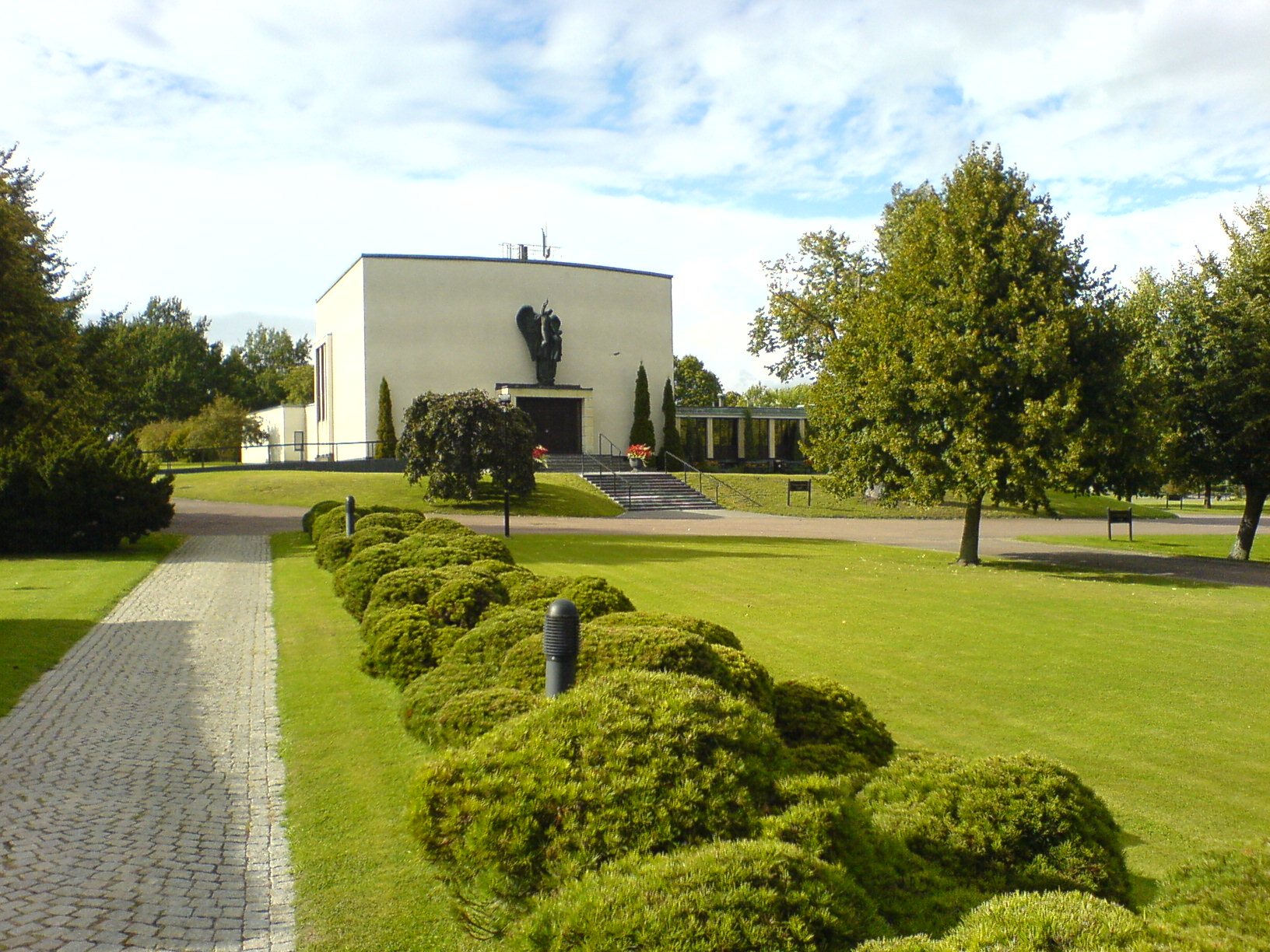
Norrköpings krematorium, med tillhörande två kapell.

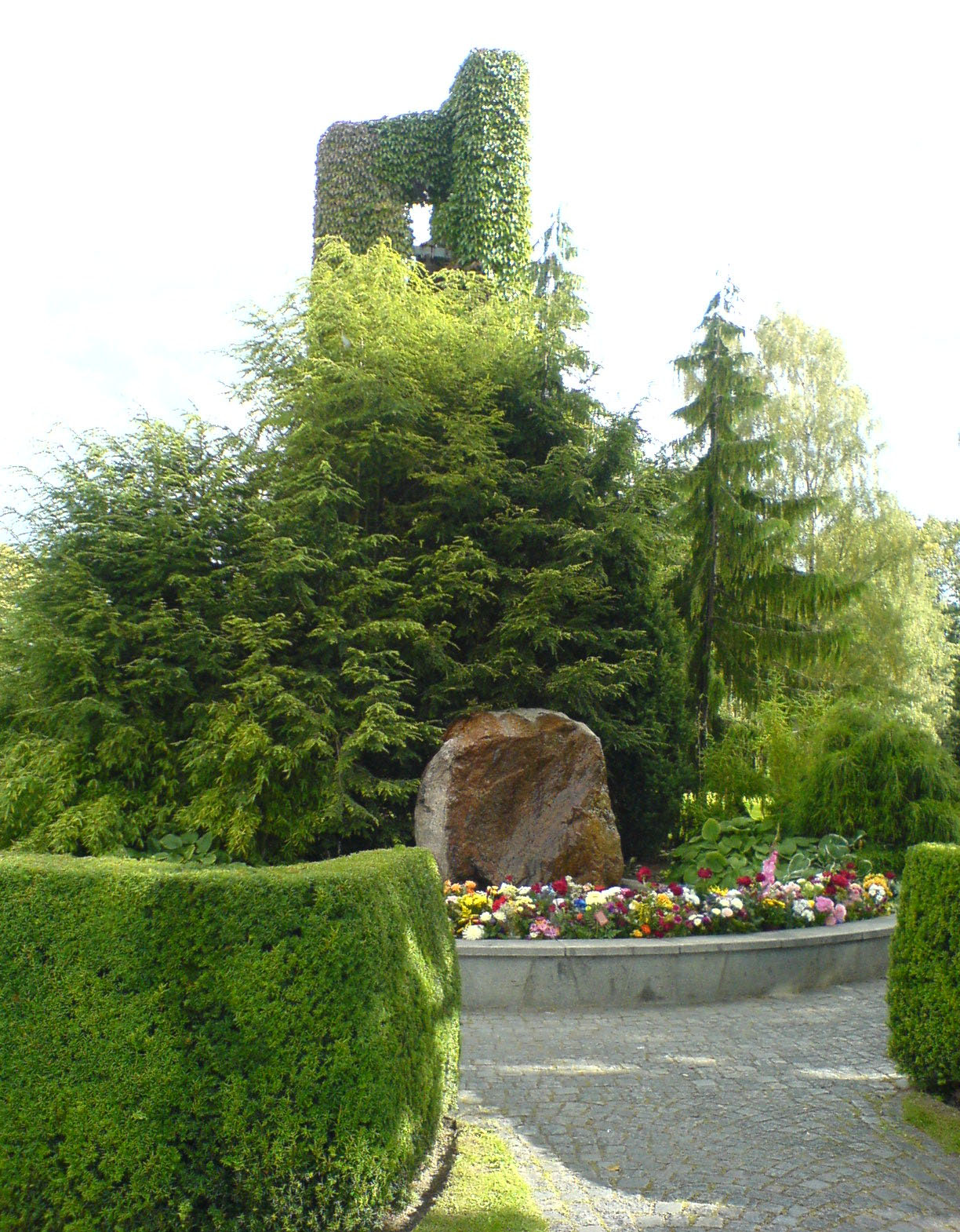
Minneslund med klockstapel.

Norra begravningsplatsen är en begravningsplats i Norrköping. Såväl begravningsplatsen som Norra kapellet ritades av Torben Grut, och stod färdiga 1913. Invigningen hölls 18 december 1914 av biskop John Personne. Norra begravningsplatsen kallades även Norra nya innan Norra gamla ändrade namn till Matteus kyrkogård.
I direkt anslutning till begravningsplatsen finns Krematorielunden med Norrköpings krematorium, ritade av stadsarkitekt Kurt von Schmalensee i funktionalistisk stil och uppfört 1938. I anslutning till krematoriet finns ytterligare två begravningskapell: det större Himmelstalunds kapell och det något mindre Sankt Olofs kapell. I Krematorielunden ligger stadens största minneslund samt gravplatser endast avsedda för urnor.

## Minnesmärken
Utöver minneslunden finns på Norra begravningsplatsen en minnessten över de omkomna från Getå-olyckan 1918, som inte kunde identifieras utan begravdes i en massgrav. Över massgraven står en fem meter hög sten i röd granit från Graversfors, rest av Statens Järnvägar.
Dessutom finns ett minnesmärke i Krematorielunden över pestens offer i Norrköping i den senaste stora pestepidemin i Sverige. Texten på minnesmärket lyder:
 Minnesanteckningar över offer från pesten i Norrköping 1710. I början av 1700-talet drabbades Norrköping av pesten. Smittan fördes hit till Norrköping från Stockholm av en ung kvinna. Pesten fick snabbt fäste i Norrköping. Stadens invånare ville till en början inte lyssna till provincialmedicus och sedermera rådmannen Magnus Gabriel Blocks varningar (adlad von Block). Det berättas att vid julen 1710 dog ett 40-tal människor per dag. Så småningom insåg man dock allvaret. Karantän sattes in och pestsjukhus inrättades. Nuvarande Folkparken blev pestkyrkogård. Man räknade med att ca 2500 personer avled i sjukdomen. Några av gravstenarna är flyttade hit till norra delen av krematoriekyrkogården.